# Алесандро Манцони
Алесандро Франческо Томазо Манцони (на италиански: Alessandro Francesco Tommaso Manzoni) е класик на италианската литература, известен с основополагащи за съвременната италианска книжовност творби като историческия роман „Годениците“, есето „История на позорния стълб“ и други. В България е издаден като Алесандро Мандзони.

## Произведения
- 1801 – Del Trionfo della Libertà
- 1801 – Autoritratto
- 1802 – I sermoni
- 1802 – Ode amorosa
- 1803 – Adda
- 1806 – In morte di Carlo Imbonati
- 1809 – Urania
- 1810 – A Parteneide
- 1812 – L'innesto del Vaiolo
- 1814 – Aprile
- 1814 1815 – Il proclama di Rimini
- 1819 – Osservazioni sulla morale cattolica
- 1819 – Il conte di Carmagnola
- 1820 – Lettre à Monsieur Chauvet
- 1821 – Marzo de 1821
- 1821 – Il cinque maggio
- 1822 – „Аделки“ (Adelchi)
- 1823 – Fermo e Lucia
- 1842 – I promessi sposi
Годениците: Миланска хроника от XVII столетие, изд.: „Народна култура“, София (1957, 1977), прев. Петър Драгоев, Михаил Мишев
- 1842 – Storia della colonna infame
- 1845 – Del romanzo storico
- 1850 – Dell'invenzione
- 1867 – Testamento
- 1868 – Dell'unità della lingua